# 萬國法律事務所
萬國法律事務所（英語：Formosa Transnational Attorneys at Law）是一家總部位於臺北的大型法律事務所，由范光群、陳傳岳、黃柏夫及賴浩敏共同創立於1974年。與理律法律事務所及常在國際法律事務所並稱臺灣三大律師事務所。

## 歷史
1974年10月7日，萬國法律事務所成立於中山北路與民生東路交叉口的「中建大樓」，為臺灣本土首個由五名律師合夥成立的法律事務所，隔年創所合夥人之一的蔡清傑退出事務所。1977年遷址於「明生大樓」，並且確立現行的行政與書面制度，由時任法律助理黃虹霞、蔡明宛、葉勝添、彭學聖分工建構作業、檔案規則及其他各項制度。1979年在國立臺灣大學、國立政治大學、國立中興大學的法律系成立獎學金，1984年增設萬國法律事務所助學金五名，以資助家境清寒的法律系學生。1985年6月20日，遷址至「芙蓉大樓」十五樓，即今事務所現址。

## 刊物
1981年內部刊物《萬國法訊》創刊，1982年演進為對外發行的《萬國法律雜誌》雙月刊，文章一律由該所人員撰寫。

## 政治
中華民國第14－15任總統蔡英文曾供職於萬國法律事務所負責涉外業務。萬國出身的律師時常受執政者重視，且不分黨派從陳水扁、馬英九、蔡英文等歷任總統都一同拔擢萬國出身的律師擔任重要公職，使「萬國幫」成為政壇少見的長青樹，一如1983年參加萬國的合夥律師顧立雄官至國防部部長，民進黨立委蘇巧慧曾於萬國實習、蔡易餘也曾任職萬國。2000年臺灣首次政黨輪替以來，歷年經手的重要案件包括總統選舉無效驗票案（2004年）、第一家庭成員趙建銘涉入台灣土地開發公司股票內線交易案（2006年），以及總統陳水扁與其家人、幕僚涉入貪污罪名之國務機要費案（2006年）、全國關廠工人還款案（2012年）、陸軍下士洪仲丘案（2013年）等事件。

## 外部連結
- 萬國法律事務所官網